# Umbulgaria hillimunga
Umbulgaria hillimunga är en insektsart som beskrevs av Otte, D. och R.D. Alexander 1983. Umbulgaria hillimunga ingår i släktet Umbulgaria och familjen syrsor. Inga underarter finns listade i Catalogue of Life.